# الجناح 151 لسلاح الجو الملكي
الجناح 151 لسلاح الجو الملكي وحدة بريطانية قاتلت بجانب السوفيت في المعارك الدائرة على شبه جزيرة كولا خلال الأشهر الأولى من الغزو النازي للأراضي السوفيتية أثناء الحرب العالمية الثانية، حيث حققت الحملة على مورمانسك أهدافها الثلاثة الأساسية من وجهة النظر البريطانية؛ حيث قدمت الدعم اللازم للاتحاد السوفيتي في أوقات عصيبة تعرض لها للغزو، كما قامت بتصدير تكنولوجيا متطورة ونُظم المعلومات وكذلك الإستراتيجيات الحديثة للعمليات الخاصة بالمقاتلات للاتحاد السوفيتي والتي يمكن الاعتماد عليها في المعركة بعدما عانى الاتحاد السوفيتي من تأخر في منظومة تسليح الجيش الأحمر خاصة في المراحل الأولى من الحرب، وأخيرا أظهر وجّه التدخل البريطاني رسالة شديدة اللهجة للفنلنديين مفادها أن أي تدخل عسكري من جانب فنلندا ضد الاتحاد السوفيتي سيضعهم في مواجهة مباشرة مع الحلفاء الغربيين.

## قراءة مفصلة
- John Golley Hurricanes Over Murmansk Airlife's Classics 2001 978-1840372984

## وصلات خارجية
- Hawker Hurricane IIB 'Trop' Z5252
- Wings 111-192 at Air of Authority - A History of RAF Organisation